# Кызылагаджский заповедник
Кызылага́джский запове́дник, Кызылага́чский заповедник (азерб. Qızılağac dövlət təbiət qoruğu) — государственный природный заповедник на юге Азербайджана, на берегу Каспийского моря. Расположен на территории Ленкоранского района, на побережье залива Кызыл-Агач и включает его акваторию, а также северную часть Малого Кызылагачского залива и их прибрежные воды. Заповедник основан в 1929 году. Площадь 88 360 га, из которых 45 тысяч занимает акватория залива. Рельеф равнинный, заповедная территория представляет собой выровненную полупустыню с засоленными почвами.
Главным богатством заповедника является обилие перелётных птиц. В зимний период здесь гнездятся утки, как речные, так и нырковые, гуси, лебеди, пеликаны, лысухи, султанки, турач, фламинго. Обычны цапли, каравайки, колпицы, кулики. В заповеднике встречаются также кабан и волк. В водоёмах водится много рыбы, прибрежная территория и акватория внесены в список водно-болотных угодий международного значения. Большинство птиц, занесённых в «Красную книгу» Азербайджана, обитают на территории заповедника и на пограничных территориях.
Кызылагачский заповедник является первым большим заповедником, созданным в Азербайджане, и третьим по дате основания. Также заповедник является крупнейшей в Европе зимовкой водоплавающих и околоводных птиц. В его состав входит созданный в феврале 1978 года Государственный природный заповедник «Красный полумесяц», территория — 10 700 га, находится в средней и южной части залива.

## Этимология
Кызылага́чский запове́дник был назван по названию залива Кызыл-Агач, в акватории и на побережье которого он и находится. Залив же, в свою очередь, именуется по впадающей в него реке Кызылагаччай — «ольховая река» (азерб. кызыл агач — «ольха», чай — «река»).
Существует мнение, что название «Кызылагач», буквально означающее «розовые деревья», появилось благодаря обитающим в мелководном заливе розовым фламинго.

Вспомним Кызыл-Агачский заповедник на берегу Каспия с его фламинго — розовыми птицами. Они-то и дали название заповеднику Кызыл-Агач — «розовые деревья».
— Журнал «Юность».

## История заповедника
Впервые залив Кызыл-Агач был нанесён на карту в 1720 году. В 1926 году акватория Большого и части Малого Кызылагачских заливов, а также участки суши, прилегающие к этим районам, были объявлены заказником.

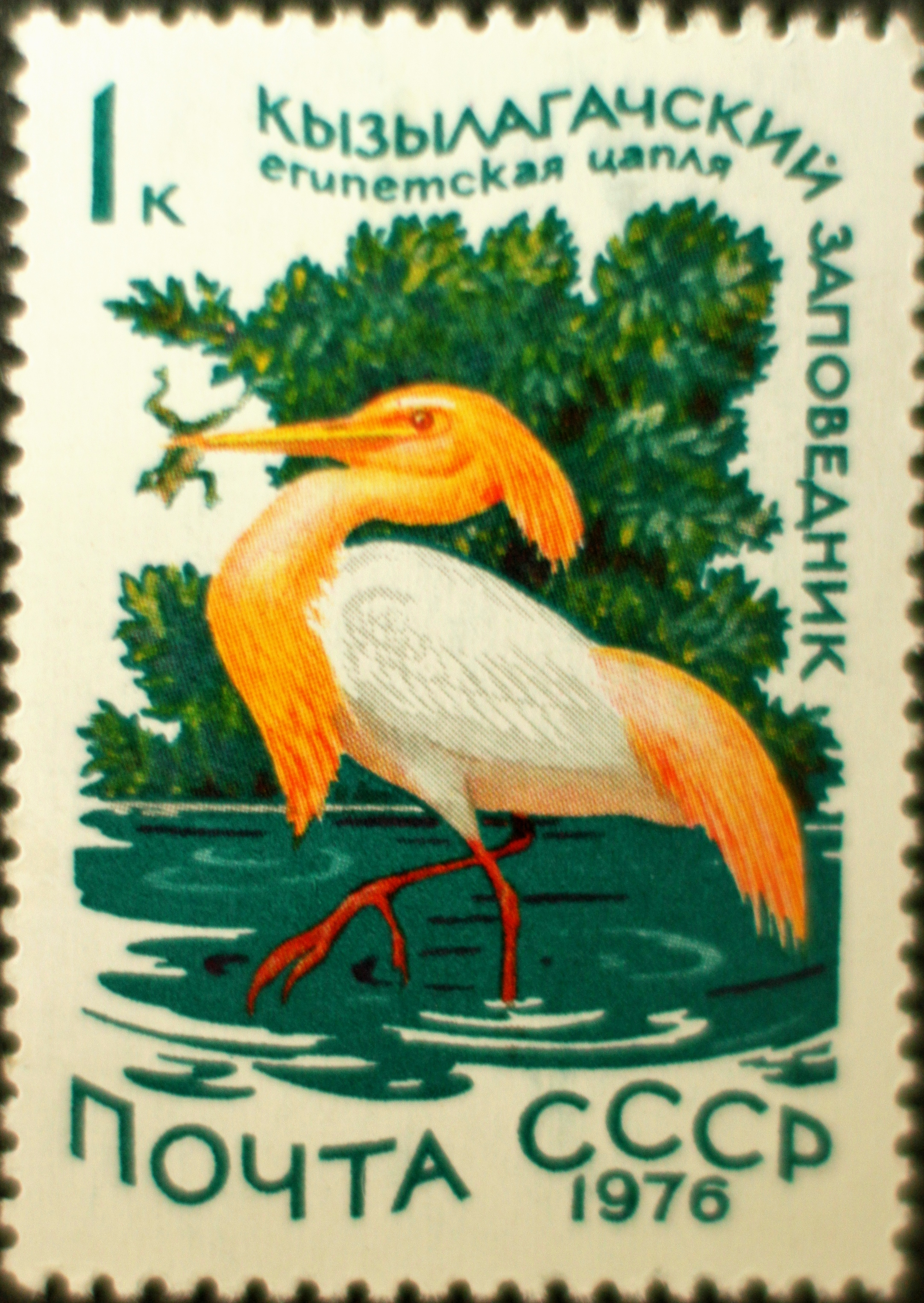
Египетская цапля на почтовой марке СССР 1976 года, посвящённой заповеднику

3 июня 1929 года постановлением № 57 Совета народных комиссаров СССР был учреждён Кызылагачский заповедник, объявленный всесоюзным заповедником перелётной промысловой птицы. 3 июня 1929 года постановлением СНК СССР был учрежден Кызыл-Агачский заповедник, объявленный всесоюзным заповедником перелетной промысловой птицы. Ныне 19 видов птиц, встречающихся на территории заповедника, внесено в «Красную Книгу СССР». Создан был заповедник на юго-западе Каспийского моря с целью изучения природного комплекса, сохранения растительного и животного мира, создания благоприятных условий и охраны крупнейших в СССР зимовок водоплавающих птиц. Кызылагачский заповедник был одним из главных в СССР резерватом водоплавающей дичи.
В 1935 году залив Кызыл-Агач был переименован в залив Кирова по фамилии советского партийного деятеля Сергея Кирова, Кызылагачский заповедник стал носить имя С. М. Кирова. Воды Малого и Большого Кызылагачского заливов были тогда единым бассейном.
В 1929—1939 годах после падения уровня Каспия площадь заповедника сократилась, часть их была передана совхозам и распахана. В 1936—1937 годах площадь заповедника составляла 180 тысяч га. В 1951 году площадь заповедника сократили вдвое. В 1956 году площадь заповедника составляла около 93 тысяч га. В 1961 году от заповедника было отрезано ещё 4600 га. В настоящее время его площадь составляет 88 360 га.
В 1975 году заповедник был включён в число угодий, имеющих международное значение, главным образом, в качестве местообитания водоплавающих и околоводных птиц. В 1976 году Кызылагачский заповедник был включён в Рамсарский список «заболоченных мест международного значения, как мест проживания водных птиц» Рамсарской конвенции, приобретя статус заповедника мирового значения. 19 видов птиц, встречающихся на территории заповедника было внесено в «Красную Книгу СССР».
В 1991 году, в связи с распадом СССР, заповедник стал называться Кызылагачским. К 2001 году площадь водно-болотных угодий заповедника и близлежащих территорий составляла 99 060 га. В ближайшем будущем планируется увеличить территорию заповедника, заказника и близлежащих территорий до 100 тысяч гектар с целью создания в Азербайджане первого приморского национального парка в связи с увеличением числа туристов, посещающих регион.

## Физико-географическая характеристика

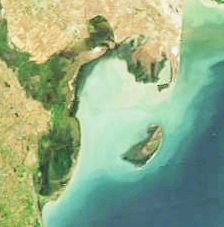
Залив Кызыл-Агач на снимке со спутника

Территория Кызылагачского государственного заповедника включает в себя часть полуострова Сара, воды Малого Кызылагачского залива, Большого Кызылагачского залива, прилегающую к нему прибрежную полосу приморской части Сальянской степи Ленкоранской низменности и часть Куринской косы. Вся территория заповедника находится ниже уровня океана и представляет собой слегка приподнятую равнину, постепенно опускающуюся к берегу залива. Находится заповедник в 35 км от районного центра — города Ленкорани. Общая площадь составляет 88 360 га. 40,5 тысяч га занимает Большой залив и 5,2 тысяч га — Малый залив.
Большой Кызылагачский залив, отгороженный на востоке от моря длинной Куринской косой и только на юге соединяющийся с открытым морем, находится на западном берегу Каспийского моря. На севере и западе он омывает своими водами берега Сальянской степи и Ленкоранской низменности. Наибольшая глубина Большого залива — 2,5 м. Ещё в постплиоцене залив занимал всю Кура-Араксинскую низменность вплоть до Мингечаура, в современном виде является остатком обширного залива древнего Каспия. Береговая линия не имеет четкой границы и в зависимости от изменения уровня Каспийского моря, отодвигается в ту или другую сторону.
Малый залив до 50-х годов был ограничен с севера и запада Ленкоранской низменностью, с востока — полуостровом Сара, на юге соприкасался с открытым морем. Площадь залива около 15 тысяч га, протяжённость его в длину — 16,7 км, в ширину — 6,6 км, глубина — 0,5-2,5 м. Сегодня залив отгорожен от моря дамбой, протянувшейся от южной оконечности полуострова Сара к материку и представляет собой пресноводный водоем. Питание залива происходит за счёт вод рек Кумбашинка и Виляшчай, он соединён с Большим и Каспийским морем системой дамб и каналов. В заповедник входит лишь северная часть залива.

### Рельеф
Территория заповедника состоит из 2 областей: Кура-Араксинской и Ленкоранской низменностей. В Кура-Араксинскую низменность входит северная и восточная (Куринская коса) части заповедника, а в Ленкоранскую — западная и южная. Сальянская степь, будучи самым молодым образованим Кура-Араксинской низменности, представляет собой аллювиальную (восточная и южная части степи) и дельтово-морскую (на юго-востоке) равнину. Наиболее низкая береговая полоса являлась в недавнем прошлом дном мелководной части Кызылгачского залива.
Основной рельеф — полупустыня с песчано-ракушечниковыми грунтами, на котором выделяются плоские и неширокие гривы высотой до одного метра и открытые плоские впадины — извилистые ложбины, которые представляют собой заиленные старые русла рек. Местами встречаются ясно выраженные русла и отчлененные старицы, обычно заполненные водой и получившие название ахмазов. Встречаются также участки холмистых песков и своеобразный эолово-солончаковый рельеф, представленный сочетанием плоских и бугристых участков.
Значительная часть территории морской равнины заболочена, возвышаются на 1-2 м береговые валы, имеются лагуны. В районах древней ирригации вдоль оросительных каналов идут высокие валы. Встречается и другой тип ирригационного рельефа — в виде сети невысоких валиков, которые являются следами более мелких каналов.

### Гидрография
Речная сеть на территории заповедника развита слабо. В северной части, в пределах Кура-Араксинской низменности протекает лишь одна река — Акуша, приток Куры, которая не доходит до берега Большого залива, разбираясь в летний период полностью на орошение. В весеннее время река образует разливы, которые в пределах заповедника получили название Акушинских.
Реки, протекающие по Ленкоранской низменности, относятся к группе рек с осенне-зимними и весенними паводками. Их главное питание составляют дожди, выпадающие с октября по март, иногда в апреле. Талые воды в питании рек практически не участвуют. В летние месяцы реки зачастую пересыхают. Реки Геоктепе и Виляшчай, которые берут начало на Талышском хребте частично разбираются на орошение, частично теряются в заболоченных пространствах на территории заповедника.
Большая часть территории заповедника характеризуется высоким стоянием грунтовых вод, уровень которых весьма динамичен в зависимости от сезона года. Наиболее высоко стоят воды весной, в начале лета, а наиболее низко — к осени. Минерализация грунтовых вод отличается большим разнообразием: имеются воды пресные (полуостров Сара) и с различной степенью минерализации, которая временами довольна устойчива. Изменения наблюдаются лишь весной, когда под влиянием паводков минерализация несколько уменьшается, к осени она вновь повышается.
По химическому составу солей воды различны, преобладают хлоридные и хлоридно-сульфатные. Распределение грунтовых вод, уровень их залегания, химический состав и концентрация в них солей оказывают влияние на почвообразовательные процессы в заповеднике и объясняют пестроту его почвенного покрова.

## Климат
Климат заповедника умеренно теплый, с жарким сухим летом и мягкой зимой. Средняя температура января 4 °C, осадков выпадает мало, в летнее время обильны росы, способствующие выживанию многих видов растений и животных.
Из типов климата главенствуют климат полупустынь и сухих степей с мягкой зимой и сухим жарким летом и умеренно-теплый с сухим летом. Характерны эти типы климата низким уровнем влажности, умеренной зимой и сухим жарким летом. Среднегодовая температура равна 14,40 °C. Зима умеренная, средняя температура самого холодного месяца 3,20 °C, средняя температура же самого жаркого месяца 25,50 °С.
Климат полупустынь и сухих степей с мягкой зимой и сухим жарким летом наблюдается в северной, северо-западной и восточной частях заповедника, входящих в состав Кура-Араксинской низменности. Умеренно-тёплый тип климата с сухим летом характерен для южной и юго-западной частей, входящих в состав Ленкоранской низменности.
Кура-Араксинская низменность характеризуется следующими метеорологическими показателями: годовая сумма осадков колеблется в пределах 200—400 мм; среднегодовая температура около +15 °C, многолетняя среднемесячная температура января +3 °C, июля +27 °C, число безморозных дней в году колеблется от 235 до 265; влияние моря выражается в увеличении абсолютной влажности воздуха, что благоприятно сказывается на растительности.
В пределах заповедника на Ленкоранской низменности в среднем выпадает от 400 до 600 мм осадков. По месяцам осадки распределяются неравномерно: от 16 мм в июле до 226 в октябре. В северной части низменности сказывается влияние Муганской степи, в связи с чем уменьшается количество атмосферных осадков и наблюдается отрицательный баланс влаги.
Территория заповедника расположена в зоне действия ветров муссонного характера. В теплое полугодие здесь преобладают дующие с моря ветры юго-восточного направления, в холодное — дующие с суши на море западного и северо-западного.
В целом климат заповедника благоприятен для развития растительности, служащей кормовой базой для различных видов птиц.

## Флора и фауна

### Растительный мир

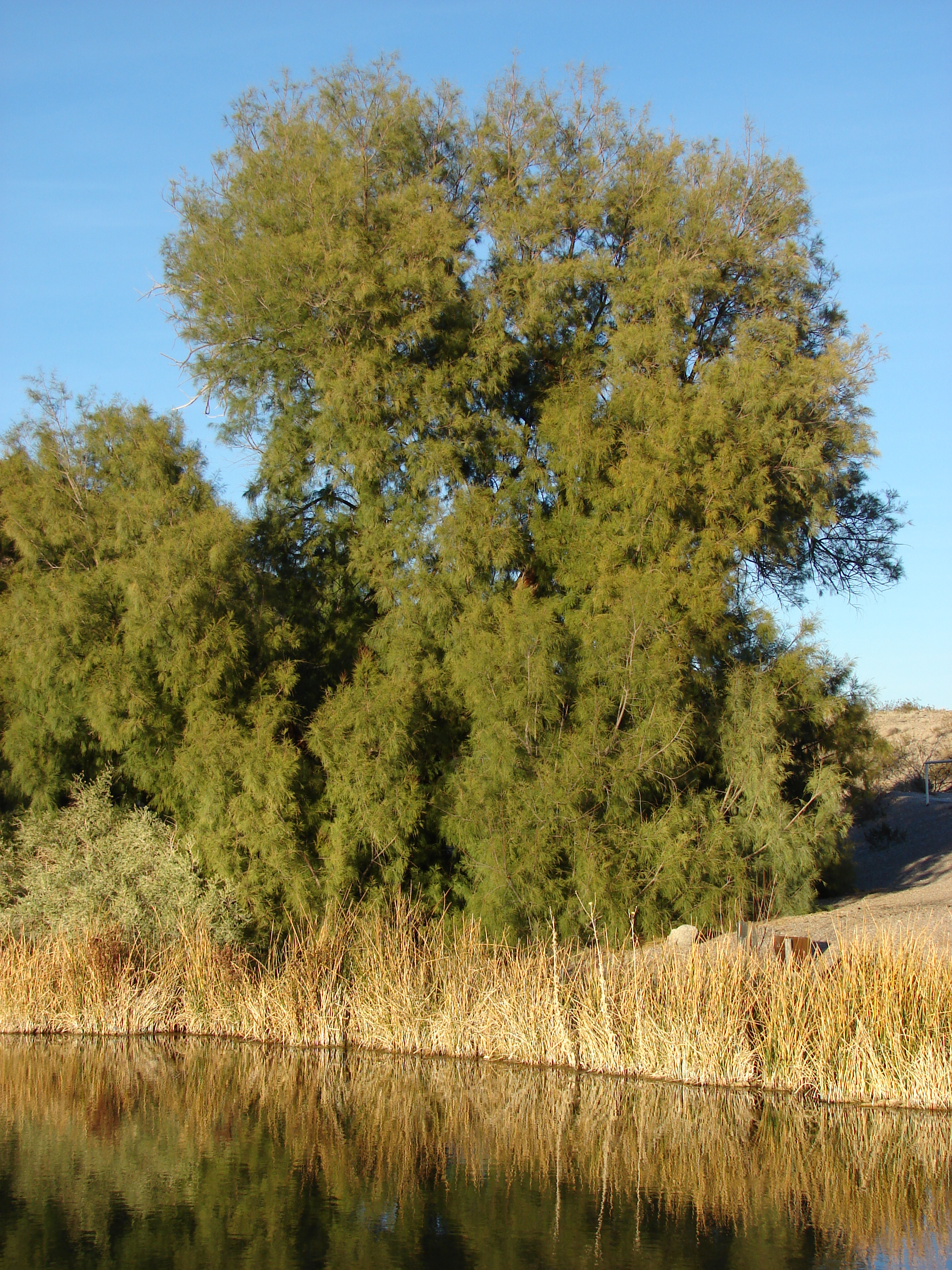
Широко распространён на территории заповедника тамариск, в зарослях которого находятся огромные колонии веслоногих и голенастых птиц

На территории заповедника распространены водно-болотные растения, растения полупустынь и лугов. Наиболее распространены два вида тамарикса (Tamarix meyeri Boiss и Tamarix ramosissima Ledeb), образующий местами мощные заросли, держидерево, ежевика, верблюжья колючка, песчанка тонковетвистая, подорожник индийский, солянка, полынь. На мелководье тростник, рдесты, хара, уруть, пузырчатка, рупия, зостера, рогоз узколистный образуют сплошные заросли. В глубоководной части Большого Кызылагачского залива обширную площадь занимают заросли морской травы, в мелководной части — зелёные, диатомовые и сине-зелёные водоросли. В Малом Кызылагачском заливе растёт кувшинка, роголистник, гледичия, камыш и пр.
На территории заповедника встречаются 360 видов растений. Встречающиеся сосудистые растения принадлежат 215 родам и 64 семействам. В современной флоре заповедника ведущая роль принадлежит растениям из семейства мятликовых (злаковых), астровых (сложноцветных) и бобовых. Распределены виды по площади заповедника неравномерно: в акватории заливов и каналов зарегистрировано всего лишь 27 видов высших растений, на суше — 322 вида. Наиболее богатой во флористическом отношении является западная часть заповедника, входящая в состав Ленкоранской низменности.
Из числа редких и исчезающих видов растений, включённых в Красную книгу СССР 1975 года, в заповеднике охраняются гранат обыкновенный, инжир и солодка голая. За годы существования заповедника из его флоры исчезли 6 видов, в том числе ценный реликт — лотос орехоносный (или лотос каспийский).
Интересным местом считаются прибрежные заросли тамариска. На сухих равнинах заповедника этот кустарник редко превышает 1,5 м, а на берегу высота его достигает 3,5-4 м. В тамарисковых зарослях находятся огромные колонии веслоногих и голенастых птиц — здесь гнездятся около 60 тысяч птичьих пар.

### Животный мир
На территории заповедника обитают 26 видов млекопитающих, 273 видов птиц (много редких видов, в том числе султанка, турач и др.), 15 видов рептилий, 5 видов амфибий. В заповеднике встречаются большие скопления зимующих водоплавающих, водно-болотных и степных птиц. Хотя Кызылагачский заповедник создавался специально в целях охраны водоплавающих и околоводных птиц, он может похвастаться и обилием млекопитающих. Здесь встречаются заяц-русак, кабан, барсук, волк, шакал, лисица, камышовый кот, выдра. В водах залива водится каспийский тюлень.
Среди земноводных можно встретить различных лягушек, среди пресмыкающихся — каспийскую и болотную черепах, полосатую ящерицу, обыкновенного и водяного ужей, гюрзу и пр. В водах Большого и Малого Кызылагачского заливов водятся сельдь, омуль, карп, лещ, кефаль и др.

#### Птицы в заповеднике

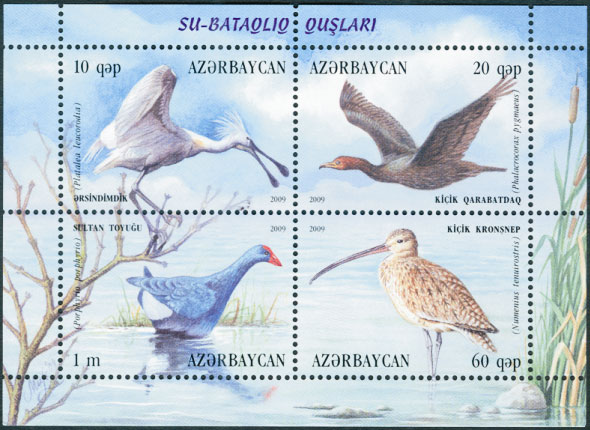
Обитающие в заповеднике водно-болотные птицы (колпица, малый баклан, султанка, кроншнеп) на почтовых марках Азербайджана

Заповедник был создан в основном для охраны водно-болотных угодий, куда прилетают водоплавающие и околоводные птицы (лебеди, утки, пеликаны, фламинго) во время гнездования, миграций и зимовок. На незамерзающих мелководьях зимой встречается много уток, гусей, лебедей, а также фламинго, изредка встречаются кудрявые пеликаны. В зарослях тростника пастушки, а также мелкие птицы. Летом в зарослях на берегах опреснённого Малого Кызылагачского залива гнездятся большими колониями каравайки, жёлтые белые египетские рыжие цапли, кваквы, бакланы, колпицы, на берегах чайки, крачки, кулики, в зарослях ежевики — турачи, изредка фазаны.
Ежегодно в заповеднике зимует огромное число водоплавающих и околоводных птиц: лысух — до 3 миллионов, речных уток — до 4 миллионов, нырковых уток — до 900 тысяч, лебедей (большая часть из них — шипуны) — до 6,5 тысячи, гусей (серых, белолобых, пискулек и краснозобых казарок) — до 70 тысяч, несколько тысяч фламинго.
К колониальным птицам Кызылагачского заповедника относятся: малый баклан, белокрылая крачка, серебристая чайка-хохотунья, лысуха, каравайка, колпица серая, большая белая и малая белая цапли, кваква, египетская и жёлтая цапли. Разнообразие корма на Малом заливе способствует поселению на зимовку здесь уток, лысухи, чомги, малой поганки, большого баклана.
Одной из редких птиц, обитающих на территории заповедника является султанка, представитель подотряда пастушковых, внесённая в Красную книгу. Зимой их увидеть гораздо легче, чем летом. Иногда они группами кормятся на пригорках у тростников. Кызылагачский заповедник — одно из немногих мест, где, образуя сотенные стаи, собираются на зимовку стрепеты. В 1971—1972 годах в Кызылагачском заповеднике зимовало до 24 тысяч стрепетов.
В Кызылагачском заповеднике можно встретить бакланов, которые охотятся как в одиночку, так и крупными стаями, иногда совместно с пеликанами. Такая коллективная охота обычно происходит на мелководьях: птицы, выстроившись цепью или кругом, шумно гоняют рыбу.
Кызылагачский государственный заповедник имеет исключительно важное значение в охране зимующих водоплавающих, в том числе краснозобых казарок. Исследователи Н. К. Верещагин и Ю. А. Исаков считали Кызылагачский залив одним из основных районов зимовки краснозобых казарок в Азербайджане. Одним из редких видов утиных, обитающих на территории заповедника являются мраморный чирок и савка. В 1991 году в заливе обитало до 520 видов савок, рекордное число птиц было зарегистрировано в 1962 году — 5 тысяч особей.
Среди обитателей заповедника можно отметить куликов. На озере Каракуш эти птицы иногда формируют ограниченное многовидовое скопление, вытягивающееся вдоль берега и занимающее площадь до 45 га. По числинности доминируют большой веретенник — максимальная численность 5000 особей, морской зуёк — 1550, краснозобик — 1100, чернозобик — 530, ходулочник — 400, турухтан — 360, кулик-воробей — 350, шилоклювка — 300, поручейник — 300, галстучник. В январе 1985 года на озере Каракуш держалось до 2000 больших веретенников и около 240 шилоклювок, 160 чернозобиков, 10 травников, 5 тулесов и 4 больших кроншнепов. Межвидовые скопления куликов и их компактность характерны в августе и для других мест Кызылагачского заповедника (урочище Кулагин, Кабанья коса).
Главной достопримечательностью Кызылагачского заповедника считается фламинго. Гнездование представителей этого вида птиц на территории заповедника считается целым событием. Такое случалось, в частности, в 1982 и 1983 годах, когда гнездились около 200 пар фламинго. Обитают эти птицы на мелководье солёных озёр, лагун и морских побережий. Гнёзда представляют собой столбообразную постройку, на вершине которой самка откладывает яйца. Пищей фламинго здесь служат различные водные беспозвоночные, в основном ракообразные. Зимой 1974/75 года в Кызылагачском заливе было учтено от 0,2 до 1,2 тысяч фламинго.
Многие гнездящиеся в колониях птицы привлекают хищников. Самым многочисленным среди них является болотный, или камышовый, лунь. Этот хищник охотится на уток, лысух и на птенцов цапель. Гнёзда болотные луни устраивают в заломах тростника.
|  |

##### Список птиц заповедника, занесённых в Красную книгу Азербайджана
По данным Министерства экологии и природных ресурсов Азербайджанской Республики на территории заповедника обитает 19 видов птиц, занесённых в Красную книгу Азербайджана.
| Изображение | Название (местное название)                | Научное название            | Места обитания |
| ----------- | ------------------------------------------ | --------------------------- | --- |
|             | Розовый фламинго (Qızılqaz)                | Phoenicopterus roseus       | Мелководье солёных озёр, лагун и морских побережий, богатых планктоном и бентосом (Куринская коса, оз. Каракуш).                                    |
|             | Розовый пеликан (Çəhrayı qutan)            | Pelecanus onocrotalus       | Зимой встречаются на побережье залива и в крупных водоемах (Кабанья коса, побережье Малого залива у полуостров Сара).                               |
|             | Кудрявый пеликан (Qıvrımlələk qutan)       | Pelecanus crispus           | Зимой встречаются на побережье залива и в крупных водоемах (Кабанья коса, побережье Малого залива у полуостров Сара).                               |
|             | Чёрный аист (Qara leylək)                  | Ciconia nigra               | Обитает в глухих, старых лесах на равнинах возле озёр, рек, болот.                                                                                  |
|             | Колпица (Ərsindimdik)                      | Platalea leucorodia         | Низменные водоемы, поросшие тростником. Гнездовыми биотопами служат труднодоступные участки кобловых зарослей тростника, а также заросли тамарикса. |
|             | Орлан белохвост (Ağquyruq dəniz qartalı)   | Haliaeetus albicilla        | Зимой посещает в поисках пищи берега рек, озёр и моря. Ночует на высоких деревьях.                                                                  |
|             | Могильник (Məzar qartalı)                  | Aquila heliaca              | Разреженные леса, отдельные рощи и группы деревьев на открытых пространствах.                                                                       |
|             | Беркут (Berkut)                            | Aquila chrysaetos           | Гнездятся на высоких деревьях. Охотится на открытых пространствах.                                                                                  |
|             | Турач (Turac)                              | Francolinus francolinus     | Участки, заросшие кустарниковой растительностью, часто встречается на полях, засеянных злаковыми культурами и в тугаях вдоль рек.                   |
|             | Дрофа (Dovdaq)                             | Otis tarda                  | Держится на открытых участках Сальянской степи (равнины).                                                                                           |
|             | Стрепет (Bəzgək)                           | Tetrax tetrax               | Основные места зимовки — степи и полупустыни. |
|             | Султанка (Sultan toyuğu)                   | Porphyrio poliocephalus     | Гнездится в основном в тростниковых зарослях. |
|             | Краснозобая казарка (Qırmızıdöş qaz)       | Branta ruficollis           | Морское побережье, степные озёра, устья речек. |
|             | Мраморный чирок (Mərmər cürə)              | Marmaronetta angustirostris | Мелководные пресные и солоноватые водоемы и островки с тростниковыми зарослями.                                                                     |
|             | Лебедь-шипун (Fısıldayan qu)               | Cygnus olor                 | Открытые плёсы озёр, морское побережье. |
|             | Малый лебедь (Kiçik qu)                    | Cygnus bewickii             | Обитает на береговой полосе Каспия. |
|             | Кречетка (Qırıldayan cüllüt)               | Vanellus gregarius          | Полынная степь и солончаки, редко орошаемая пашня.                                                                                                  |
|             | Белохвостая пигалица (Ağquyruq çökükburun) | Vanellus leucurus           | Заболоченное побережье водоемов |
|             | Луговая тиркушка (Çöl haçaquyruq cüllütü)  | Glareola pratincola         | Островки в системе озёр, обсохшие косы с группами мелкого тростника.                                                                                |

## Охрана территории и значение заповедника
В результате падения уровня Каспия и сельскохозяйственной мелиорации общая площадь водоёмов и заболоченных земель в Ленкоранской низменности, привлекавшей на зимовку огромное количество водно-болотной дичи, сократилась во много раз. Сильно обеднели в связ с этим и зимовки. Так, например, если в Кызылагачском заповеднике в зиму 1938/39 г. держалось 3,5—4 млн только речных видов уток, а в конце ноября 1958 г. (когда не кончился его пролёт) только на одном заливе наблюдалось свыше 6 млн особей водоплавающих птиц, то в январе 1967 и 1968 гг. на всей территории заповедника было зарегистрировано всего около 1,2 и 1,5 млн, а по всей низменности и её окрестностям — около 2 млн особей.
Для охраны мест зимовок в основном водоплавающих и водно-болотных птиц Кызылагачский заповедник имеет большое значение. Так, по словам председателя Комиссии по охране природы Академии наук СССР профессора Г. П. Дементьева, в 1958 году был поставлен вопрос о более эффективной борьбе с браконьерством в районах зимовки и запрещением охоты на водоплавающих птиц в местах их зимовок. С целью охраны зимующей птицы была объявлена полная неприкосновенность Кызылагачского заповедника, а охота в пределах установленных границ закрыта строжайше и навсегда. В настоящее время в заповеднике ведётся охрана таких редких птиц, как турач, краснозобая казарка, кудрявый пеликан, малый баклан, стрепет, савка, фламинго и др.
Международный союз охраны природы относит заповедник к категории Ia. Это означает, что территория Кызылагачского заповедника относится к территориям с нетронутой природой, где ведётся её полная охрана. На сегодня водно-болотные угодья Кызылагачского заповедника и близлежащих территорий находятся в списке «заболоченных мест международного значения, как мест проживания водных птиц» Рамсарской конвенции и поэтому заповедник считается заповедником мирового значения.

## Научные исследования
Кызылагачский заповедник является также крупным научным центром, где помимо охраны природы проводится исследовательская работа. Этот заповедник принято называть и орнитологическим заповедником, так как он относился к сети орнитологических заповедников, в частности — охраняющих зимовки птиц на Южном Каспии (Кызыл-Агачский имени С. М. Кирова в Азербайджане, Гасан-Кули в Туркменистане). Обилие и разнообразие зимующих птиц делают Кызылагачский заповедник исключительно ценным в научном и хозяйственном отношении. Орнитологи ежегодно кольцуют здесь птиц, чтобы выяснить пути их миграции, а также получить данные о продолжительности жизни тех или иных птиц и о том, сколько выросших птенцов на следующий год прилетит в колонию, где они появились на свет.
В заповеднике проводят полевую практику студенты биологических факультетов. Кроме того во времена Советского Союза заповедник был самым популярным местом зимней полевой практики студентов-биологов страны.